# Skolimów Wieś
Skolimów Wieś (dawn. Skolimów) – dawna wieś, od 1977 w granicach Konstancina-Jeziorny w województwie mazowieckim, w powiecie piaseczyńskim; oficjalnie zaliczana do Jeziorny Królewskiej. Leży w środkowej części miasta, po lewej stronie Jeziorki (w przeciwieństwie do głównej letniskowej części Skolimowa, położonej na prawym brzegu rzeki) i posiada odrębną od niej historię i przynależność administracyjną. Centrum historycznej wsi znajdowało się wokół obecnej ul. Kołobrzeskiej.

## Historia
Pierwsze wzmianki o Skolimowie pojawiły się w zapisach historycznych w 1407 roku wraz z imieniem Jacusa ze Skolimowa, protoplasty rodu, który władał tym terenem aż do XVI w. Najprawdopodobniej na terenach leżących na północnym brzegu Jeziory (obecnie Jeziorki) z nadania książąt mazowieckich osiedli rycerze z Prus, uciekający przed wojną między Koroną a zakonem krzyżackim, tworząc osadę Skolimowo (Scolymowo). W XVII wieku Skolimów  przeszedł na własność dziedziców Obór. 
W 1580 roku, jako wieś szlachecka Skolimowo, położona była w powiecie warszawskim ziemi warszawskiej województwa mazowieckiego. Prawdopodobnie w XVII wieku na terenie wybudowany został dwór; pierwsze wzmianki pisemne o nim pochodzą z 1753 roku, kiedy od Wielopolskich (ówcześni posiadacze dóbr oborskich) wydzierżawił go Jan Ogonowski.
Od 1896 roku do późnych lat powojennych jeździła tam kolej wąskotorowa z Belwederu przez Wilanów i Klarysew (obecna ul. Pułaskiego).

## Historia administracyjna
W latach 1867–1954 wieś w gminie Nowo-Iwiczna w powiecie warszawskim. 20 października 1933 utworzono gromadę Skolimów w granicach gminy Nowo-Iwiczna, składającą się ze wsi Skolimów, folwarku Skolimów oraz sześciu osad letniskowych – Szumacher, Sitkiewicz, Skolmowian, Ochmanka, Rozalin i Prekerówka (ogólnie letniska te określa się mianem Skolimów C), a także stację kolejową Skolimów.
Podczas II wojny światowej w Generalnym Gubernatorstwie, w dystrykcie warszawskim. W 1943 gromada Skolimów liczyła 513 mieszkańców.
Po wojne Skolimów Wieś wyłączono ze gminy Nowo-Iwiczna i włączono do gminy Jeziorna, która 1 lipca 1952 po zniesieniu powiatu warszawskiego włączono do powiatu piaseczyńskiego. Tego samego dnia powiększono gminę Jeziorna o dodatkowe cztery gromady ze zniesionej gminie Nowo-Iwiczna, przez co przez kolejne dwa lata Skolimów stanowił jedną z 30 gromad gminy Jeziorna.
W związku z reorganizacją administracji wiejskiej jesienią 1954 Skolimów wszedł w skład gromady Chylice, wraz z Chyliczkami, Józefosławiem, Julianowem, Kierszkiem, Wierzbnem i Skolimowem C.
W związku z kolejną reformą gminną 1 stycznia 1973 gromadę Chylice zniesiono, a Skolimów Wieś wszedł w skład nowo utworzonej gminy Konstancin-Jeziorna.
1 sierpnia 1977 Skolimów Wieś (a także Cegielnię-Obory, Chylice-Cegielnię, Skolimów C, Stare Wierzbno i Nowe Wierzbno) wyłączono z gminy Konstancin-Jeziorna i włączono do Konstancina-Jeziorny, przez co Skolimów Wieś po raz pierwszy stał się obszarem miejskim.
Nazwa Skolimów Wieś, aczkolwiek nieoficjalna, jest nadal w użyciu w celu odróżnienia obszaru od „Skolimowów letniskowych", oznaczanych literami A, B i C. Nazwy ulic w obrębie Skolimowa Wsi biorą nazwy od miast polskich, głównie wojewódzkich z lat 1975–1998.